# Turanj (Sveti Filip i Jakov)
Turanj je turističko primorsko mjesto u Zadarskoj županiji koje je šetnicom uz obalu, u smjeru jugoistoka, spojeno sa susjednim mjestom Svetim Filip i Jakovom. Ispred Turnja protežu se otočići Babac i Komornik, a nedaleko se nalazi svjetski poznati srcoliki otočić Galešnjak. Mjesto je nazvano prema ostacima srednjovjekovne utvrde.

## Zemljopis
Nalazi se u Pašmanskom kanalu i okružuje ga mali arhipelag sa 16 otočića. Prostire se uz otprilike 4 kilometra obale. Kroz mjesto prolazi Jadranska magistrala što ga čini prometno lako dostupnim. Zanimljivost je Pašmanskog kanala da morske struje kroz njega periodički teku u oba smjera.

## Stanovništvo
U mjestu je prema popisu stanovništva iz 2001. godine mjesto bilo 1.145 stanovnika.
U mjestu je prema popisu stanovništva iz 2011. godine mjesto bilo 1.207 stanovnika.
| broj stanovnika | 324   | 458   | 334   | 478   | 544   | 518   | 804   | 563   | 770   | 863   | 860   | 880   | 926   | 1062  | 1145  | 1207  | 1121  |
|                 | 1857. | 1869. | 1880. | 1890. | 1900. | 1910. | 1921. | 1931. | 1948. | 1953. | 1961. | 1971. | 1981. | 1991. | 2001. | 2011. | 2021. |

## Povijest
Prvi arheološki tragovi na području Turnja potječu još iz mlađeg kamenog doba, a naseljeno je bilo do brončanog doba. Otočić je u brončano doba bio spojen kopnom. Prvo se naselje zvalo Tukljača (Tukljačane, Tuklječane), a u rimsko doba su se tu nalazile tri lučice i veliko rimsko imanje. Iz tog doba sačuvane su tri crkvene knjige na glagoljici i dva povijesno važna glagoljaška kamena natpisa.
Crkvica Neoskvrnjenog začeća ili sv. Marije na mjesnom groblju iz 845. godine podignuta je na ostacima rimske ville rustice.
Godine 1444. u Turnju je sagrađena utvrda hrvatskih plemića Meštrovića iz čijeg vremena je ostao sačuvan Kaštel (kula), glavna vrata i dio zidina. Po toj kuli je Turanj dobio ime Toretta (prema latinskom: turris - toranj, kula) koje je s vremenom dobilo današnji oblik. Utvrda je bila sagrađena tik uz more, a zidine su podupirale tri kule. Turanj je za vrijeme Kandijskog rata bio carinarnica, dio stanovništva je u to doba bio sklonjen na obližnje otoke Pašman i Babac, a Turanj su jednom prilikom Mlečani zapalili da ne bi pao u turske ruke.
Godine 1450. unutar turanjskih zidina bila je sagrađena crkva koju je za vrijeme Kandijskog rata srušio i zapalio Ibrahim-paša, a na njenom mjestu je 1675. sagrađena sadašnja župna crkva Gospe Karmelske.

## Spomenici i znamenitosti
U središtu mjesta nalazi se crkva posvećena Gospi od Karmela iz 15. stoljeća čiji se blagdan posebno slavi, a tijekom turističke sezone uz pučke svečanosti održava se i turanjska fešta.
Izvan mjesta u neposrednoj blizini obale nalazi se crkva sv. Marije na lokalitetu Tukljača, a na otoku Babcu se nalazi crkva sv. Andrije (13. – 15. stoljeće).  

## Kultura
U Turnju djeluju Kulturno-umjetnička udruga Maslina koja pridonosi očuvanju starih običaja stanovnika Turnja te Ženska klapa Karmel koja njeguje dalmatinski klapski izričaj.

## Sport
- Vaterpolski klub Croatia Turanj osnovan je 1949. godine i danas ima oko 30 članova.
- Nogometni športski klub Croatia Turanj koje ima svoje igralište u predjelu Turnja Krč.